# Бурри, Альберто
Альберто Бурри (итал. Alberto Burri, 12 марта 1915, Читта-ди-Кастелло, Италия — 13 февраля 1995, Ницца) — итальянский художник.

## Биография
Альберто Бурри родился в 1915 году в Читта-ди-Кастелло. Его отец, Пьетро Бурри, был виноторговцем, а его мать, Каролина Торреджани, учительницей начальной школы. Получил медицинское образование в Университете Перуджи, был военным врачом во время Второй мировой войны. После взятия в плен во время службы в итальянской армии в Северной Африке, находился в Херефорде, Техас. Будучи военнопленным, в 1944, начал заниматься живописью. Трагическая смерть его младшего брата Витторио в 1943 году оказала на него сильное влияние. После освобождения в 1945 Бурри переехал в Рим, его первая персональная выставка прошла в Galleria La Margherita в 1947 году. Помимо живописи, Бурри занимался сценическим оформлением Ла Скала и других театров. Художник был награждён итальянским орденом за заслуги в 1994 году.

## Творчество
После переезда в Рим Бурри вскоре обратился к абстракции и нетрадиционным материалам, создавал произведения из пемзы, смолы и мешковины, его полотна были практически трёхмерными. Часто использовал приём расплескивания краски по ткани, что напоминало окровавленные повязки («Мешковина в красном», 1954, Галерея Тейт, Лондон). Помимо мешковины, в середине 1950-х Бурри начал использовать обгоревшую древесину, сварные металлические листы; в начале 1960-х — обгоревший пластик. В начале 1970-х Бурри начал серию «треснувших» картин, или cretti (итал. «трещина»), а также создал серию из целотекса (звукоизоляционного картона) с 1979 по 1990.
Работы из «окровавленой» мешковины, обугленного дерева и ржавого железа, отражающие впечатления Бурри об ужасах войны, принесли художнику международную известность. Он одним из первых стал использовать ассоциативный потенциал материалов, предвосхитив джанк-арт в Америке и арте повера в Италии.
В 1980-х Бурри стал автором произведения лэнд-арта в городе Джибеллина на Сицилии. Этот город был покинут в 1968 году после землетрясения, его жители были переселены на расстояние 18 километров от места трагедии. Бурри покрыл большую часть старого города площадью около 300х400 метров белым бетоном. Он назвал это произведение Grande Cretto.

## Публичные коллекции
- Художественный институт Чикаго, Чикаго
- Музей Гуггенхайма, Нью-Йорк
- Национальная галерея современного искусства (недоступная ссылка), Рим
- Галерея Палаццо Леони Монтанари, Виченца, Италия
- Galleria Civica d’Arte Moderna e Contemporanea (недоступная ссылка), Турин
- Museo d’Arte della Città di Ravenna, Италия
- Museo di Arte Moderna e Contemporanea (недоступная ссылка), Тренто, Италия